# Ніклас Фальк
Ніклас Фальк (швед. Nichlas Falk, нар. 3 лютого 1971, Стокгольм) — шведський хокеїст, що грав на позиції центрального нападника.

## Ігрова кар'єра
Професійну хокейну кар'єру розпочав 1995 року.
Усю професійну клубну ігрову кар'єру, що тривала 17 років, провів, захищаючи кольори команди «Юргорден» (Елітсерія).
Всього провів 753 матчі в Елітсерії.